# Едон Жегрова
Едон Љуљзим Жегрова (алб. Edon Lulzim Zhegrova; Херфорд, 31. март 1999) немачки је професионални фудбалер. Игра на позицији десног бека, а тренутно натупа за Лил и репрезентацију Републике Косово.

## Биографија
Рођен је 31. марта 1999. године у албанској породици у Херфорду. Родитељи су му пореклом из Велике Добрање, код Липљана. Након завршетка рата на Косову и Метохија, са породицом је дошао у Приштину. Има млађу сестру Ваљзу, која је по занимању певачица.